# Unusual You
«Unusual You» — песня американской певицы Бритни Спирс с её шестого студийного альбома Circus. Автором и продюсером стали Кристиан Карллсон и Понтус Уиннберг из Bloodshy & Avant в соавторстве с Касией Ливингстон и Генриком Джонбаком. «Unusual You» — это среднеритмичная электро-поп песня о любви, напоминающая музыку Джанет Джексон и Гвен Стефани, с лирикой об опытной женщине, нашедшей нежданную любовь. «Unusual You» получил в основном положительные отзывы от критиков, которые отметили её отличие от общего альбома. После релиза Circus, песня достигла пика на восьмидесятой строке в U.S. Billboard Pop 100 за счёт больших цифровых продаж.

## Предпосылка
Автором и продюсером «Unusual You» стали Кристиан Карлссон и Понтус Уиннберг из Bloodshy & Avant в соавторстве с Касией Ливингстон и Генриком Джонбэком. Основная аранжировка была записана Bloodshy & Avant в Robotberget в Стокгольме. Спирс записала свой вокал на Conway Studios в Лос-Анджелесе, а аудиомикшированием занялись Андерс Хвенар и Bloodshy & Avant в Robotberget. Бэк-вокал спела Ливингстон. «Unusual You» появился на шестимиксовом Circus, который был выпущен 13 ноября 2008. В августе 2009 было объявлено NRJ Radio о том, что «Unusual You» собираются выпустить пятым синглом с альбома во Франции и США.

## Музыка и слова
«Unusual You» — это среднеритмичная электро-поп песня, которая была описана Некешей Мамби Муди из Associated Press как «синто-центральная». Джон Марфи из musicOMH отметил, что песня похожа на более спокойную «Гвен Стефани». Энн Пауэрс из Los Angeles Times прокомментировала, что «Unusual You» «создаёт такую дрожь по телу, как когда-то популяризировала Джанет Джексон, что гораздо лучше, чем строгий стиль Мадонны». Согласно Крису Ричардсу из The Washington Post вокал Спирс в песне трансформирован в «спектральное воркование». Лирически «Unusual You» рассказывает об опытной женщине, которая нашла нежданную любовь в таких строчках как: «Тебе никто не говорил, что ты должен был разбить моё сердце? / Я жду от тебя / Почему же ты не сделал это?».

## Отзывы
«Unusual You» получил положительные отзывы от критиков. Энн Пауэрс из Los Angeles Times заметила, что песня выделяется на Circus за счёт того, что «Бритни не изображает манекена, секс-объект, жертву папарацци и госпожу в коже, как на других треках с альбома». Кэрин Ганц из Rolling Stone посчитал её «мелодичной и яркой». Крис Уильям из Entertainment Weekly назвал «Unusual You» выдающимся треком на Circus и добавил: «Спирс до сих пор изображает из себя объект вожделения, но здесь, видимо, её собственная фантазия — реальное восприятие. Бритни, в следующий раз блесни ещё больше». Крис Ричардс из The Washington Post посчитал «алмазом» со всего альбома, как и «Womanizer». Джон Марфи из musicOMH сказал, что слова заставляют Спирс «звучать экстраординарно, учитывая, что она пресытилась жизнью к 27-ми годам» и добавил, что «это добавляет ей очков за новое интересное направление». Джим Фарбер из Daily News назвал песню «возможно, самой первой искренней мелодией Спирс, которую она когда-либо пела». Брэд Уиллер из The Globe and Mail сказал: «„Unusual You“ была увлекательной, но не выделяющейся, как остальные треки на Circus и счёл песню просто „проблеском сердца“. Джон Парелес из The New York Times прокомментировал, что „Unusual You“ и две другие баллады с альбома единственные вызывают сердечную теплоту с Circus».
Порпи Козинс из The Sun раскритиковала аккомпанемент «Unusual You»: «звучит как откровенная муть, так сказать, хита из девяностых». Камерон Адамс из Herald Sun назвал «Unusual You» «неожиданно нежной и успешной» и предположил, что это будет «однозначно будущий сингл». Стив Джонс из USA Today назвал «Unusual You» «слащавой», добавив, что «ей удаются намного лучше танцевальные треки». Бен райнер из Toronto Star назвал её «моментом чувственности». Джим Дерогатис из Chicago Sun-Times раскритиковал «Unusual You» за «бесстыжее подражание Мадонне». Некеша Мамби Муди из Associated Press прокомментировала, что самые личные и эмоциональные моменты Спирс на Circus именно в медленных треках, особенно в «Unusual You». Муди продолжила: «Хотя она не писала песню, трудно не содрогнуться от сочувствия, когда ты думаешь о потребителях, которые проникли в её жизнь и испарились». Пит Пафидес из The Times сказал, что «Unusual You» «найдёт приют у тех, кто настолько отчаянно любит меланхолию в жанре европоп, что готов слушать „Never Ending Story“ от Limahl». В 2015 Грегори Хикс с MTV назвал «Unusual You» лучшей песней Спирс, которая не вышла синглом. 18 декабря 2008 «Unusual You» достиг восьмидесятой строки в US Billboard Pop 100 благодаря активным цифровым продажам.

## Чарты
| Чарт(2008) | Наивысшая позиция |
| ---------- | ----------------- |
| US Pop 100 | 80                |